# Landbouwmachine-industrie
De landbouwmachine-industrie is het deel van de industrie dat zich richt op de productie en het onderhoud van tractoren en andere landbouwmachines. Deze tak is wat betreft technologie sterk verwant met de machinebouw-industrie, maar beide werken voor verschillende markten.

## Geschiedenis
De landbouwmachine-industrie is een product van de Industriële revolutie. Voor die tijd waren landbouwwerktuigen gemaakt door smederijen, die in dorpen vaak werden gecombineerd met hoefsmederij. Uit dit soort bedrijven zijn in Nederland de eerste fabrikanten van landbouwmachines ontstaan, bijvoorbeeld rond 1900 Ter Borg & Mensinga in Appingedam. In Amerika waren de eerste fabrieken, zoals John Deere, Case en McCormick, veertig jaar eerder ontstaan rond 1860.
Eind 19e eeuw werden de landbouwmachines aangedreven met stoom. In de 20e eeuw, toen de landbouwmechanisatie gemeengoed werd, zijn dieselmotoren geleidelijk gemeengoed geworden. Met de ontwikkeling van microprocessoren is er sinds de jaren 1970 een toenemende automatisering bij de landbouwmachine-industrie.
In de Nederlandse landbouwmachine-industrie werkten eind jaren 1980 ruim 5.000 man. Er waren ruim 200 bedrijven, waarvan de helft meer dan 10 werknemers had. Bij elkaar overheerst hier het midden- en kleinbedrijf, waarbij vele ambachtelijk bedrijven gespecialiseerd zijn in één product. Naast deze producenten waren er in die tijd zo'n 50 tamelijk grote importeurs van landbouwmachines actief, die tevens als groothandel voor de binnenlandse fabrikanten optraden.
Sinds de jaren 1980 is er internationaal een sterke consolidatiegolf, waarbij menig kleinere fabrikant is samengegaan met en/of overgenomen door internationale concerns. Zo zijn de grote spelers Vicon en PZ Zweegers samengegaan in de landbouwwerktuigfabrikant Greenland N.V., die eind 20e eeuw met allerlei andere fabrikanten is opgegaan in de Kverneland Group.

## Landbouwmachine-industrie in Nederland

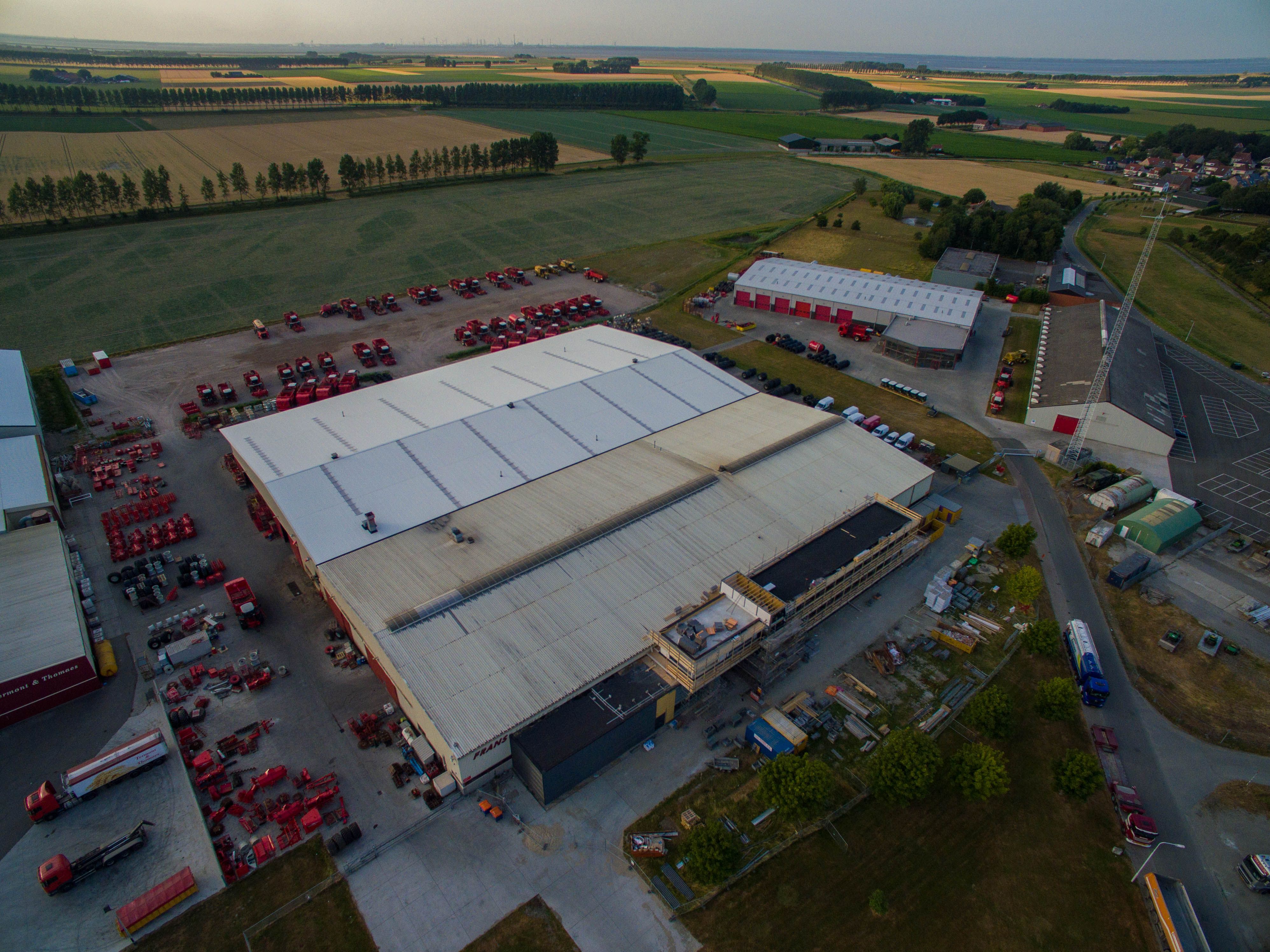
De fabrieksgebouwen van Frans Vervaet B.V. in Biervliet, Nederland

Grote (voormalige) fabrikanten van landbouwwerktuigen in Nederland zijn en waren:
- Agrifac
- Ag-Chem Europe B.V., tegenwoordig AGCO Corporation
- Case New Holland (CNH)
- Vicon, tegenwoordig Kverneland Group
- Lely (bedrijf)
- Ter Borg & Mensinga
- Steenman
- Werklust Machinefabriek

## Landbouwmachine-industrie in Vlaanderen
Grote (voormalige) fabrikanten van landbouwwerktuigen in Vlaanderen zijn en waren:
- CNH Industrial Belgium nv
- AVR bvba
- Dewulf nv
- Delvano nv
- Steeno nv
- C. W. Demaitere bvba
- Depoortere nv
- Devos Agri bvba
- Dezeure nv